# ドメネク・バルマーニャ
ドメネク・バルマーニャ（Domènec Balmanya Perera, 1914年12月29日 - 2001年2月14日）は、スペイン・ジローナ出身の元サッカー選手、サッカー指導者。名前をドメネクのスペイン語対応語形にして姓をスペイン語風に発音するドミンゴ・バルマーニャ（Domingo Balmanya）とも呼ばれる。

## 経歴
1958年から2年間フランスのFCセト34の監督を務めた後、1960年にバレンシアCFの監督に就任し、Trofeo Naranjaというプレシーズンのタイトルを獲得した。ゲストプレーヤーであるシャーンドル・コチシュがボタフォゴFR戦とFCバルセロナ戦で得点した。1962年にはフェアーズ・カップ準優勝を果たした。
1963-64シーズン、レアル・ベティスを3位に導いた。1964-65シーズン、セグンダ・ディビシオンに属していたCDマラガを2位に導き、プレーオフでレバンテUDを倒してプリメーラ・ディビシオンに昇格させた。1965-66シーズン、ルイス・アラゴネスなどがいたアトレティコ・マドリードを率い、リーグ優勝を果たした。1966年から1968年の間はスペイン代表を率い、11試合を戦った。

## 所属クラブ
- 19xx-1935  ジローナFC
- 1935-1937  FCバルセロナ
- 1937-1941  FCセト34
- 1941-1944  FCバルセロナ
- 194x-1948  ヒムナスティック・タラゴナ
- 1948-1949  UEサン・アンドレウ
- 1949-1950  ヒムナスティック・タラゴナ

## 指導歴
- 1949-195x  ヒムナスティック・タラゴナ
- 1952-1953  ジローナFC
- 1953-1954  レアル・サラゴサ
- 1954-1955  レアル・オビエド
- 1956-1958  FCバルセロナ
- 1958-1960  FCセト34
- 1960-1962  バレンシアCF
- 1963-1964  レアル・ベティス
- 1964-1965  CDマラガ
- 1965-1966  アトレティコ・マドリード
- 1966-1968  スペイン代表
- 1970-1971  レアル・サラゴサ
- 1972-1974  カディスCF
- 197x-197x  UEサン・アンドレウ

## タイトル

### 選手
- FCバルセロナ
  - コパ・デル・レイ 1942
  - Mediterranean League 1937
  - カタルーニャ選手権 1935-36

### 指導者
- レアル・オビエド
  - セグンダ・ディビシオン準優勝 1955
- FCバルセロナ
  - コパ・デル・レイ 1957
  - フェアーズ・カップ 1958
- バレンシアCF
  - Trofero Naranja  1961
- アトレティコ・マドリード
  - プリメーラ・ディビシオン 1966